# Gmina Bollebygd
Gmina Bollebygd (szw. Bollebygds kommun) – gmina w Szwecji, w regionie Västra Götaland, z siedzibą w Bollebygd.
Pod względem zaludnienia Bollebygd jest 243. gminą w Szwecji. Zamieszkuje ją 7973 osoby, z czego 49,54% to kobiety (3950) i 50,46% to mężczyźni (4023). W gminie zameldowanych jest 204 cudzoziemców. Na każdy kilometr kwadratowy przypada 30,1 mieszkańca. Pod względem wielkości gmina zajmuje 235. miejsce.